# Missões diplomáticas do Laos

Mapa das missões diplomáticas de Laos.

Abaixo se encontram as embaixadas e consulados de Laos:

## Europa
- Alemanha
  - Berlim (Embaixada)
- Bélgica
  - Bruxelas (Embaixada)
- França
  - Paris (Embaixada)
- Polónia
  - Varsóvia (Embaixada)
- Rússia
  - Moscou (Embaixada)

## América
- Cuba
  - Havana (Embaixada)
- Estados Unidos
  - Washington, D.C. (Embaixada)

## Ásia
- Brunei
  - Bandar Seri Begawan (Embaixada)
- Camboja
  - Phnom Penh (Embaixada)
- China
  - Pequim (Embaixada)
  - Hong Kong (Consulado-Geral)
  - Kunming (Consulado-Geral)
- Coreia do Norte
  - Pyongyang (Embaixada)
- Coreia do Sul
  - Seul (Embaixada)
- Filipinas
  - Manila (Embaixada)
- Índia
  - Nova Deli (Embaixada)
- Indonésia
  - Jacarta (Embaixada)
- Japão
  - Tóquio (Embaixada)
- Malásia
  - Kuala Lumpur (Embaixada)
- Mongólia
  - Ulaanbaatar (Embaixada)
- Myanmar
  - Yangon (Embaixada)
- Singapura
  - Singapura (Embaixada)
- Sri Lanka
  - Colombo (Embajada)
- Tailândia
  - Banguecoque (Embaixada)
  - Khon Kaen (Consulado-Geral)
- Vietname
  - Hanói (Embaixada)
  - Ho Chi Minh (Consulado-Geral)
  - Da Nang (Consulado-Geral)

## Oceania
- Austrália
  - Camberra (Embaixada)

## Organizações Multilaterais
- - Bruxelas (Missão Permanente de Laos ante a União Europeia)
  - Nova Iorque (Missão Permanente de Laos ante as Nações Unidas)
  - Jacarta (Missão Permanente de Laos ante a Associação de Nações do Sudeste Asiático)